# Trolltjärnen (Överluleå socken, Norrbotten, 731699-175638)
Trolltjärnen är en sjö i Bodens kommun i Norrbotten och ingår i Luleälvens huvudavrinningsområde.